# August Carl Joseph Corda
August Carl Joseph Corda (Reichenberg, 22 ottobre 1809 – Oceano Atlantico, 16 febbraio 1849) è stato un botanico ceco.
Tra l'altro lavorò al Museo di Praga. Si interessò principalmente di micologia e applicò lo studio anatomico alle piante fossili. In particolare, si deve a lui lo studio e la classificazione delle felci del genere Tempskya.
Nel 1847 fece un viaggio per una ricerca scientifica nel Texas (USA) e al ritorno morì in un naufragio.
Corda è maggiormente conosciuto per i suoi 6 volumi Icones fungorum hucusque cognitorum, pubblicato negli anni 1837-1842 e nel 1854, e per il Prachtflora europäischer Schimmelbildungen pubblicato nel 1839. È stato molto apprezzato dalla successiva generazione di micologi, avendo descritto nelle sue opere migliaia di generi di funghi.